# Микровълни
Микровълните са електромагнитни вълни, обхващащи дециметровия, сантиметровия и милиметровия диапазони на радиовълните и имат дължина на вълната приблизително в диапазона от 1 m до 1 mm, съответно честота от 300 MHz до 300 GHz. Те са по-дълги от субмилиметровите и инфрачервените вълни, но по-къси от метровите ултракъси радиовълни (виж електромагнитен спектър). Все пак границите между тях са условни и се приемат различно в различни области. Някои автори приемат за горна граница на дължината на вълната 30 cm.

## Откриване и свойства
Микровълните са известни още като радиовълни със свръхвисока честота, макар че строго погледнато, СВЧ радиовълни са сантиметровите вълни. Съществуването на електромагнитни вълни, които в горната част на спектъра се наричат микровълни, е предречено от Джеймс Кларк Максуел през 1864 г. с известните уравнения на Максуел. През 1888 Хайнрих Херц е първият, който демонстрира съществуването на електромагнитни вълни, построявайки апарат, излъчващ радиовълни.
Тъй като микровълните са много по-дълги в сравнение със светлинните вълни, те имат по-малка енергия и се детектират по-трудно. Точността, с която може да бъде определено положението на източника на вълни, намалява с увеличаването на дължината на вълната. Затова е по-трудно да се определи мястото на един източник на микровълни, отколкото на светлинния.
Забележка: Над 300 GHz поглъщането на електромагнитното излъчване от земната атмосфера е толкова голямо, че тя е практически непроницаема за електромагнитното излъчване с тези честоти. За още по-високите честоти атмосферата става отново прозрачна в така наречените инфрачервен и оптичен честотен обхват.

## Генериране
Микровълните могат да бъдат генерирани с помощта на различни устройства, които най-общо се класифицират в две категории: полупроводникови устройства и вакуумни устройства.

Полупроводниковите устройства се произвеждат от полупроводници като силиций или галиев арсенид, и включват полеви транзистори (FET), биполярни транзистори (BJT), диоди на Гън и лавинни диоди. Има разработени различни специализирани версии на обикновените транзистори, работещи с по-висока скорост, които е възможно да бъдат използвани за високочестотни приложения.
Вакуумните устройства, или иначе казано, устройствата с радиолампи, работят на принципа на насочено движение на електрони във вакуум под влиянието на управляващо електрично или магнитно полета. Радиолампите за свръхвисоки честоти ca магнетрони, клистрони, ЛБВ (лампа с бягаща вълна) и жиротрони.
Интегралните схеми за СВЧ обхвата, наречени MMIC (Monolithic Microwave Integrated Circuit) се произвеждат най-често върху галиево-арсенидни пластини.

## Поддиапазони
Поддиапазоните на СВЧ се означават с букви. В различните системи те може да означават различни граници на обхвата. Следващата таблица показва границите на поддиапазоните според приложението в радиолокационните станции (РЛС) и спътниковите комуникации.
| Означение на поддиапазона | Честотен обхват за РЛС [GHz] | Честотен обхват за спътникови връзки [GHz] |
| ------------------------- | ---------------------------- | ------------------------------------------ |
| L                         | 1,0 – 2,0                    | 1,0 – 2,0                                  |
| S                         | 2,0 – 4,0                    | 2,0 – 4,0                                  |
| C                         | 4,0 – 8,0                    | 4,0 – 7,0                                  |
| X                         | 8,0 – 12,0                   | 7,0 – 10,7                                 |
| Ku                        | 12,0 – 18,0                  | 10,7 – 18,0                                |
| K                         | 18,0 – 26,5                  | 18,3 – 20,2; 27,5 – 31,5                   |
| Ka                        | 26,5 – 40,0                  |                                            |

## Употреба
В микровълновата печка се използва магнетронен генератор за произвеждане на микровълни с честота около 2,45 GHz с цел готвене на храна. Микровълните готвят храната, като карат молекулите на водата в продуктите да вибрират. Вибрацията произвежда топлина, която затопля храната. Като вземем предвид, че биологичната материя е съставена главно от вода, храната се приготвя много лесно по този метод. Микровълните се използват в предаванията на комуникационните спътници (сателити), защото те преминават лесно през земната атмосфера с по-малко взаимодействие, за разлика от вълните с по-ниска честота. Освен това, микровълните имат по-широка честотна лента отколкото радиовълните от останалата част на спектъра.
Радарите (РЛС) откриват местоположението, скоростта и други характеристики на отдалечени тела посредством насочено излъчване на радиовълни от УКВ обхвата и приемане на отразените от тези тела вълни.
Безжични LAN протоколи, като Bluetooth и IEEE802.11 g и b спецификациите, също използват микровълни в 2,4 GHz индустриалния обхват (устройствата, излъчващи в тези обхвати не се нуждаят от специално разрешение, например гореспоменатите микровълнови печки), а протоколът IEEE802.11a използва 5 GHz индустриален обхват. В много страни (без САЩ) е разрешено безжичното излъчване на Интернет на далечни разстояния (до 25 km) в обхвата 3,5 – 4 GHz.
Кабелната телевизия и интернет достъпът през коаксиален кабел, а също и ефирната телевизия използват долния край на СВЧ обхвата. Микровълните могат да бъдат използвани за прехвърляне на енергия на дълги разстояния. След Втората Световна война са провеждани изследвания за проверка на тази възможност. През седемдесетте и осемдесетте години на двадесети век НАСА проучва възможността спътници, снабдени със слънчеви батерии, да произвеждат енергия и да я изпращат на Земята посредством микровълни.
Мазерът е устройство, подобно на лазера, но произвеждащо микровълни, а не светлина.

## Приноси
Следните личности са допринесли за развитието на теорията на електромагнетизма, която е основата на днешното приложение на микровълните:
- Майкъл Фарадей
- Джеймс Кларк Максуел
- Хайнрих Херц
- Александър Попов
- Никола Тесла
- Гулиелмо Маркони
- Самуел Морз
- Сър Уилям Томсън (лорд Келвин)
- Оливър Хевисайд
- Лорд Релей
- Оливър Лодж